# Macrodactyla doreensis
Espèce
Macrodactyla doreensis est une anémone de mer de la famille des Actiniidés.